# Eugenia subherbacea
Eugenia subherbacea är en myrtenväxtart som beskrevs av Auguste Jean Baptiste Chevalier. Eugenia subherbacea ingår i släktet Eugenia och familjen myrtenväxter. Inga underarter finns listade i Catalogue of Life.